# Max Hartung (Fotograf)

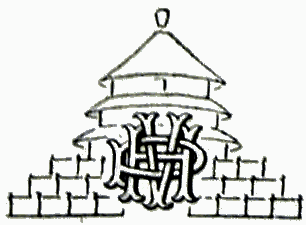
Logo von Hartung’s Verlag

Max Hartung (1869–1934) war ein deutscher Fotograf, der von 1913 bis zu seinem Ableben gemeinsam mit seiner Frau Amalie (1877–1973) Hartung’s Photo Shop in der chinesischen Hauptstadt Peking betrieb.
Von Hartung und seiner Firma sind viele zeitgenössische Fotografien und Postkarten überliefert, die China und insbesondere Peking in jener Zeit beschreiben und zu den besten visuellen Dokumenten jener Zeit gehören. Sein Geschäft befand sich im Diplomatenviertel in der Legation Street 3. Das Geschäft bestand noch einige Jahre nach dem Ableben Hartungs.
Die Fotografin Hedda Morrisson (geborene Hammer, 1908–1991), die für ihre Bilder von Peking, Hongkong und Sarawak in der Zeit von 1930 und 1960 bekannt wurde, arbeitete für Hartung’s Photo Studio von 1933 bis 1938, als sie wegen der Veränderung der politischen Verhältnisse in Nordchina ausschied. Auch Fritz Secker, Autor des Buches Zwischen zwei Göttern. Geschichten aus China (1942), arbeitete für die Firma.

## Referenzen
- StuDeO Info, April 2012, Studienwerk Deutsches Leben in Ostasien, S. 41
- Felicitas Titus: Old Beijing. Postcards from the Imperial City, Tuttle Publishing, 2012. ISBN 978-0804841856

| Personendaten    | Personendaten      |
| ---------------- | ------------------ |
| NAME             | Hartung, Max       |
| KURZBESCHREIBUNG | deutscher Fotograf |
| GEBURTSDATUM     | 1869               |
| STERBEDATUM      | 1934               |